# 몬테크리스토의 함정
몬테크리스토의 함정(Sous Le Signe De Monte-Cristo, Under The Sign Of Monte-Cristo)은 미국에서 제작된 앙드레 위너벨 감독의 1968년 모험 영화이다. 폴 바지 등이 주연으로 출연하였다.

## 출연

### 주연
- 폴 바지
- 클로드 제이드
- 아니 뒤프레

### 조연
- 피에르 브라소
- 폴 르 퍼슨
- 마이클 오클레어
- 레이몽 펠르그랭
- 진 사우드레이